# Krameria argentea
Krameria argentea là một loài thực vật có hoa trong họ Krameriaceae. Loài này được Mart. ex Spreng. miêu tả khoa học đầu tiên năm 1825.